# Pfarrkirche Kopfing

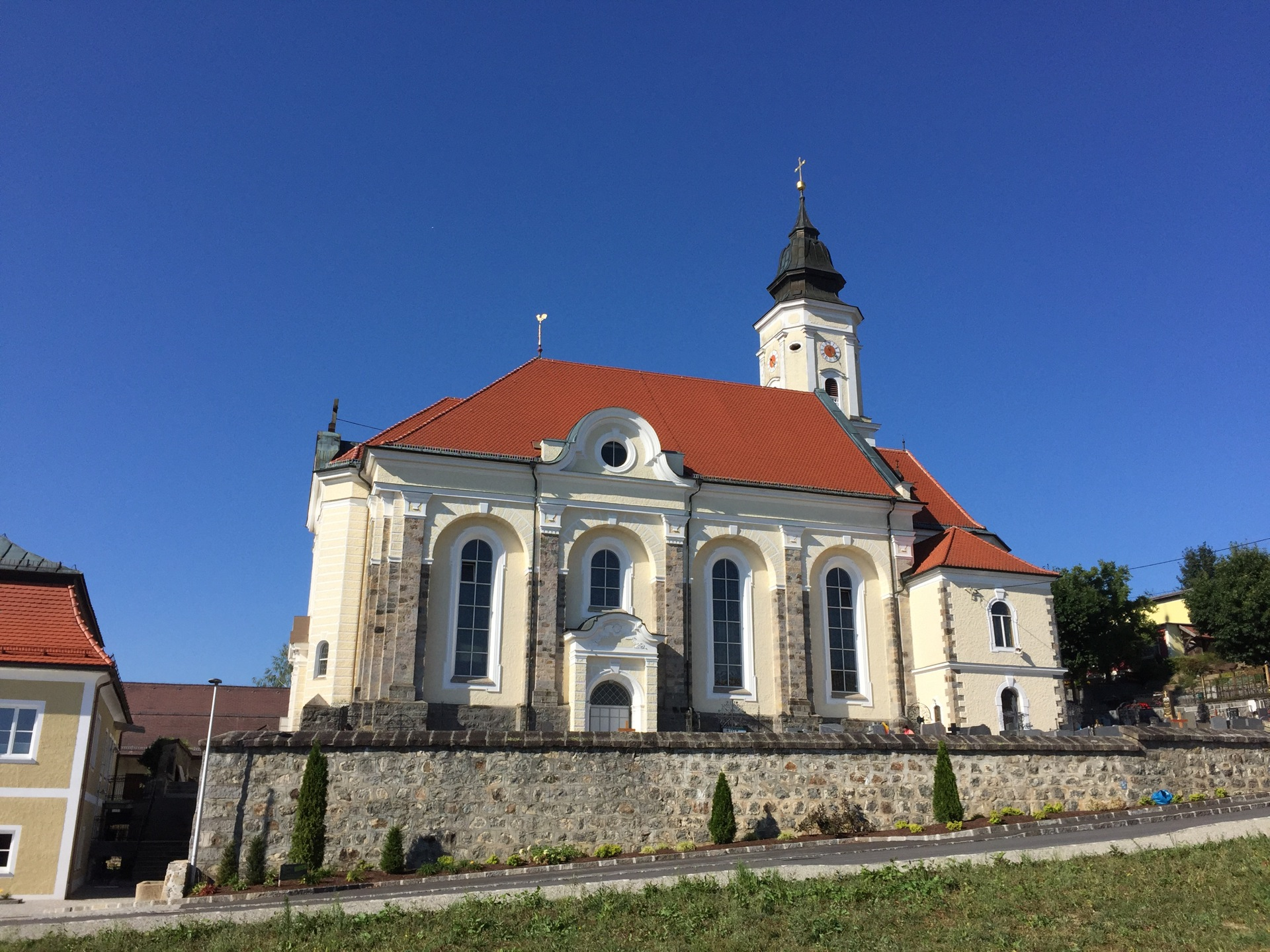
Kath. Pfarrkirche Hll. Johannes d. T. und Johannes Ev. in Kopfing im Innkreis

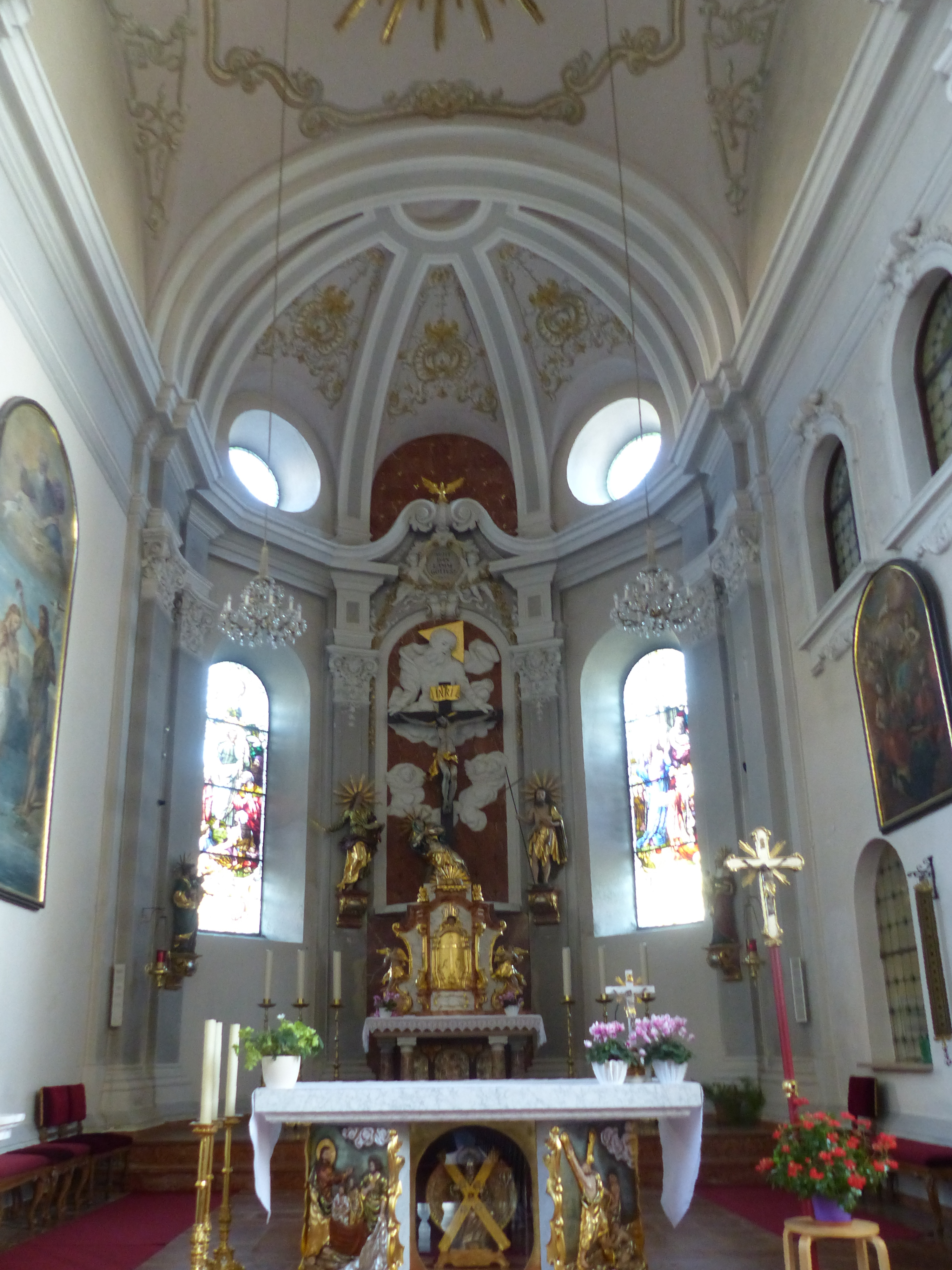
Chor mit Hochaltar

Die römisch-katholische Pfarrkirche Kopfing steht im Ort Kopfing im Innkreis in der Marktgemeinde Kopfing im Innkreis im Bezirk Schärding in Oberösterreich. Die auf die Heiligen Johannes der Täufer und Johannes Evangelist geweihte Kirche gehört zum Dekanat Andorf in der Diözese Linz. Die Kirche steht unter Denkmalschutz (Listeneintrag).

## Geschichte
Urkundlich wurde im 12. Jahrhundert eine Kirche genannt. Die Pfarre Kopfing gehörte seit dem 12. Jahrhundert zum St. Ägidien-Spital in der Passauer Innstadt. Das dortige „Innbruckamt“ verwaltete neben der Innbrücke und dem Leprosen-Hospital auch die dem St. Ägidien-Spital inkorporierten Pfarren, die vom jeweiligen „Bruckpfarrer“ zu vergeben waren. Zu diesen zählten neben St. Severin mit Schardenberg und Wernstein auch St. Weihflorian, Kellberg, Hauzenberg, Kopfing, Münzkirchen und Tettenweis.
Vom gotischen Kirchenbau ist der Unterbau des Turmes erhalten. Die heutige Kirche wurde 1904/1905 mit dem Baumeister Matthäus Schlager neu erbaut.

## Architektur
Der gotische Westturm wurde im Unterbau erhalten und oben ins Achteck übergeführt und erhielt einen Helm in barocken Formen (1905).

## Ausstattung
Das Hochaltarbild Anbetung der Hirten, wohl vom alten Hochaltar, wurde um 1773 in der Art der Schule des Kremser Schmidt gemalt.